# The Very Black Show
Pour plus de détails, voir Fiche technique et Distribution.
The Very Black Show ou Music-hall au Québec (Bamboozled) est un film satirique américain de Spike Lee, sorti en 2000.
Ne connaissant qu'une sortie limitée sur le sol américain, The Very Black Show est un échec au box-office. Il reçoit de plus des critiques plutôt mitigées. Malgré cet accueil initial, il devient par la suite un film culte, en raison de son style satirique sur les stéréotypes et l'image des Noirs dans les médias audiovisuels américains.

## Synopsis

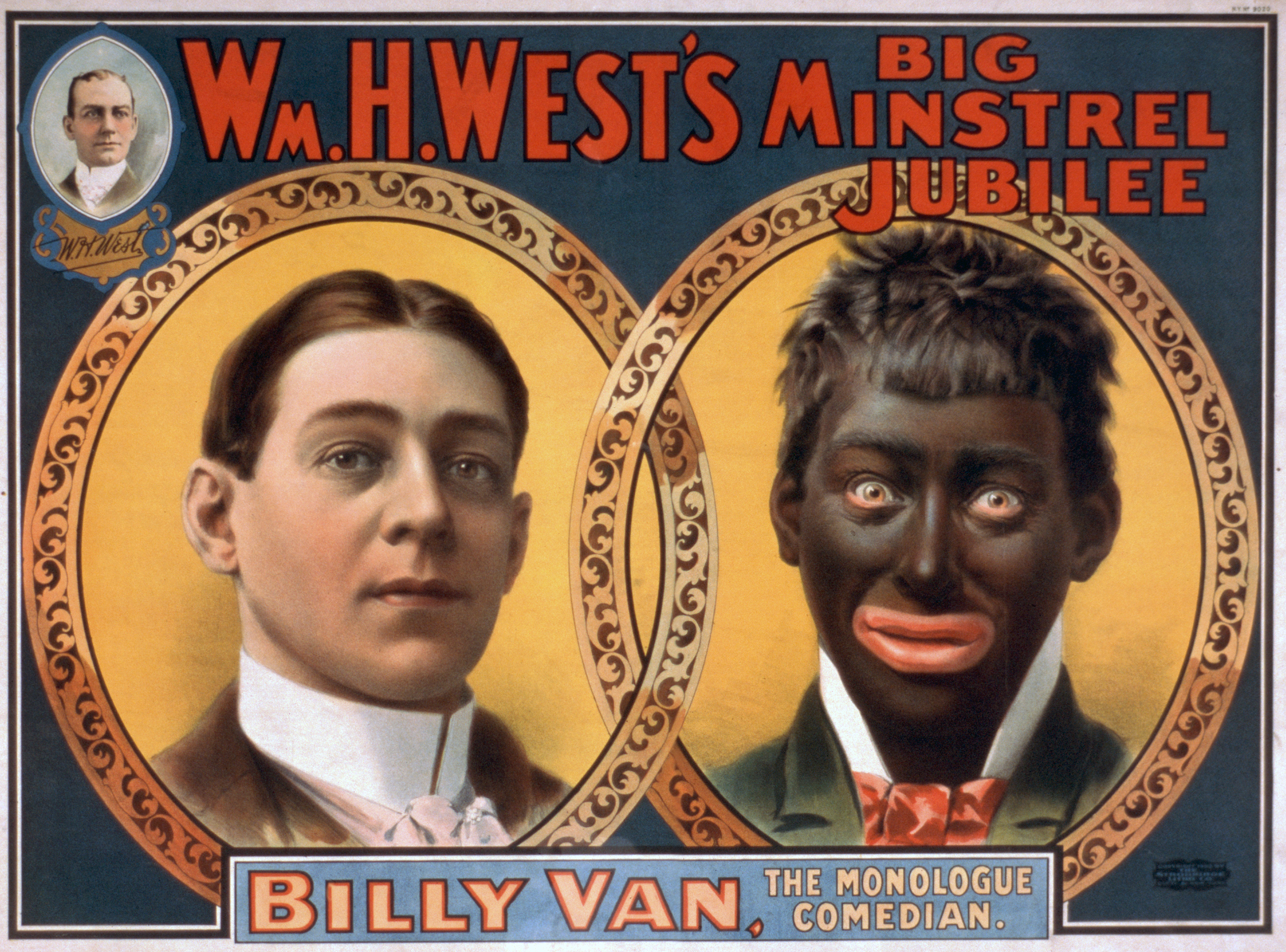
Affiche d'un minstrel show en 1900.

Pierre Delacroix est l'unique scénariste afro-américain de la grande chaîne de télévision CNS (Continental Network System). Malgré des idées d'émissions innovantes, Pierre ne parvient pas à y faire sa place et à trouver des idées plaisant à son patron, Thomas Dunwitty. Ce dernier est un homme utilisant l'anglais vernaculaire afro-américain et le mot « nègre » à tout bout de champ. Mariée à une afro-américaine, il se targue par ailleurs d'être plus « black » que Pierre. Après de multiples refus, Thomas Dunwitty lui pose un ultimatum : il doit trouver LE concept ou il sera renvoyé.
Au pied du mur et excédé, Pierre présente alors un projet aussi cynique que fou. Il remet au gout du jour les minstrel shows avec une émission de variétés parodique avec des acteurs maquillés incarnant des caricatures d'Afro-Américains, les blackfaces. Avec l'aide de son assistante Sloan, il recrute Mantan, un génial danseur de claquettes à la rue, et son partenaire Womack. Ils deviennent ainsi les vedettes de Mantan: The New Millennium Minstrel Show.
Contre toute attente, l'idée est validée par Thomas Dunwitty. L'émission connaît rapidement le succès et devient même un phénomène culturel. Cette gloire soudaine et inattendue marque cependant le début des problèmes pour Pierre. Ce dernier fait alors tout pour défendre l'esprit de l'émission contre ses détracteurs. De son côté, son patron ne pense qu'à l'audience grandissante.

## Fiche technique
Sauf indication contraire, les informations mentionnées dans cette section peuvent être confirmées par la base de données cinématographiques IMDb,  présente dans la section « Liens externes ».
- Titre français : The Very Black Show
- Titre québécois : Music-hall
- Titre original : Bamboozled
- Réalisation et scénario : Spike Lee
- Musique originale : Terence Blanchard
- Photographie : Ellen Kuras
- Costumes : Ruth E. Carter
- Montage : Samuel D. Pollard
- Production : Jon Kilik et Spike Lee
- Sociétés de production : New Line Cinema et 40 Acres & A Mule Filmworks
- Distribution : New Line Cinema (États-Unis), Metropolitan Filmexport (France)
- Budget : 10 000 000 $
- Pays d'origine :  États-Unis
- Genre : comédie dramatique, satire, musical
- Langue originale : anglais
- Format : Couleur - 1.78:1 - Son Dolby Digital
- Dates de sortie[2] : 
  -  Canada : 18 septembre 2000 (Festival international du film de Toronto)
  -  États-Unis : 6 octobre 2000 (sortie limitée)
  -  France : 21 mars 2001
  -  Belgique : 30 mai 2001

## Distribution
- Damon Wayans (VF : Lionel Henry): Pierre Delacroix
- Savion Glover (VF : Lucien Jean-Baptiste): Manray « Mantan »
- Jada Pinkett Smith : Sloan Hopkins
- Tommy Davidson : Womack / « Sleep'n Eat »
- Michael Rapaport : Thomas Dunwitty
- Susan Batson : Orchid Dothan
- Mos Def : Julius Hopkins « Big Blak Afrika »
- Canibus : Mo Blak, membre des Mau Mau
- DJ Scratch : Jo Blak, membre des Mau Mau
- Charli Baltimore : Smooth Blak, membre des Mau Mau
- MuMs da Schemer : Hard Blak, membre des Mau Mau
- Stephen Kunken : David
- The Roots : The Alabama Porch Monkeys
- Johnnie Cochran Jr : lui-même
- Révérend Al Sharpton : lui-même
- Matthew Modine : lui-même
- Mira Sorvino : elle-même
- Tracy Morgan : un invité à la télévision
- Bill Clinton : lui-même

## Production

### Développement
Très marqué par la défense de la communauté Afro-Américaine, Spike Lee a voulu montrer l'image des Noirs à la télévision :

« The Very Black Show est venu de mes réflexions sur le passage au XXIe siècle. J'ai toujours été déçu ou carrément outré par les représentations limitées que l'on donne des gens de couleur, et même par la façon dont notre histoire a été carrément réécrite. L'époque me semble appropriée pour réfléchir aux médias des cent prochaines années… À tous les médias, pas seulement la télévision ou le cinéma. Ce film est à la fois une satire acerbe, un divertissement et un moteur de réflexion. Lorsque je regarde le contenu des films et de la télévision de notre époque, j'ai l'impression que les “minstrel shows” sont toujours là. L'émission de Pierre Delacroix n'est finalement différente de la véritable programmation actuelle que parce que les acteurs ont un maquillage noir. »

### Attribution des rôles
Ce sont de véritables rappeurs, dont Mos Def, Canibus, DJ Scratch, Charli Baltimore et MuMs da Schemer, qui incarnent les membres du groupe Mau Maus. Le groupe The Roots joue quant à lui les Alabama Porch Monkeys.
Alec Baldwin devait apparaitre dans son propre rôle. Finalement indisponible, il est remplacé par Matthew Modine. Un rôle est par ailleurs proposé à John Leguizamo, mais l'acteur est pris par le tournage de Moulin Rouge.

### Tournage
La majeure partie du film a été tournée avec des caméras numériques DV Sony VX 1000, alors que les scènes du Mantan Show ont été faites en 16 mm.

## Bande originale
La bande originale du film est un album composé de chansons de rap et R'n'B et marque le début de la carrière de la chanteuse India.Arie. L'album contient une chanson du groupe Mau Maus, créé pour le film et composé de Mos Def, Canibus, MC Serch, Charli Baltimore, Mums, Gano Grills et DJ Scratch.
Liste des titres
1. Blak Iz Blak - 4:42 (Mau Maus : Mos Def, Canibus, MC Serch, Charli Baltimore, Mums, Gano Grills & DJ Scratch)
2. Misrepresented People - 4:37 (Stevie Wonder)
3. Hollywood - 5:32 (Erykah Badu)
4. Just a Song - 4:45 (Goodie Mob)
5. Slippery Shoes - 3:40 (Angie Stone)
6. In My Head - 4:40 (India.Arie)
7. Dream with No Love - 5:02 (Gerald Levert)
8. The Light (remix) - 4:01 (Common & Erykah Badu)
9. Some Years Ago - 5:01 (Stevie Wonder)
10. Charlie - 4:10 (Charli Baltimore)
11. Burned Hollywood Burned - 4:15 (Chuck D, The Roots & Zack de la Rocha)
12. One Night - 4:24 (Profyle)
13. Ploylessness - 1:57 (Mums)
14. Shadowlands - 5:10 (Bruce Hornsby)
15. 2045 Radical Man - 6:36 (Prince)
16. God in You - 1:21 (India.Arie)
17. Back in the Middle - 1:18 (India.Arie)
18. Strength Courage and Wisdom - 1:35 (India.Arie)
19. Can I Walk with You - 1:05 (India.Arie)
20. Promises - 1:37 (India.Arie)

## Accueil
Le film reçoit des critiques mitigées. Sur l'agrégateur américain Rotten Tomatoes, il récolte 51% d'opinions favorables pour 103 critiques et une note moyenne de 5,52⁄10. Sur Metacritic, il obtient une note moyenne de 54⁄100 pour 39 critiques.
En France, le film obtient une note moyenne de 3,5⁄5 sur le site AlloCiné, qui recense 16 titres de presse.
Aux États-Unis, le film ne connait qu'une sortie limitée en salles (seulement 17 salles). Il est un ainsi un échec au box-office ne récoltant que 2 274 979 $ sur le sol américain. En France, il n'enregistre que 13 895 entrées.
Le film acquiert ensuite un statut de film culte aux États-Unis. En juillet 2020, Entertainment Weekly l'intègre dans sa liste des « 50 meilleurs films que vous n'avez pas vu ».

## Distinctions

### Récompense
- National Board of Review 2000 : prix Freedom of Expression[11]

### Nominations
- Berlinale 2001 : en compétition pour l'Ours d'or
- Black Reel Awards 2001 : meilleur film, meilleure affiche, meilleure bande originale, meilleure actrice pour Jada Pinkett Smith, meilleur réalisateur pour Spike Lee, meilleur scénario pour Spike Lee, meilleur acteur dans un second rôle pour Tommy Davidson
- NAACP Image Awards 2001 : meilleure actrice pour Jada Pinkett Smith

## Commentaires
Les noms de scènes de « Mantan » et « Sleep'n Eat » s'inspirent respectivement de Mantan Moreland et Willie Best (surnommé « Sleep 'n' Eat »).